# カプア
カプア（伊: Capua）は、イタリア共和国カンパニア州カゼルタ県にある、人口約18,000人の基礎自治体（コムーネ）。
古代ローマ時代、カプア (it:Capua (città antica)) はカンパニア地方の中心都市として栄えたが、古代のカプアは現在のカプアから南東に約4km離れた場所にあり、現在はサンタ・マリーア・カープア・ヴェーテレの街が所在している。9世紀に、古代からのカプア（旧カプア）が破壊され、その住民によって新カプア（カプア・ノヴァ）として建設されたのが、現在のカプアである。10世紀から12世紀にかけては、カプア公国 (it:Principato di Capua) の首都であった。
便宜上、歴史節では旧カプアについても取り扱う。

## 地理

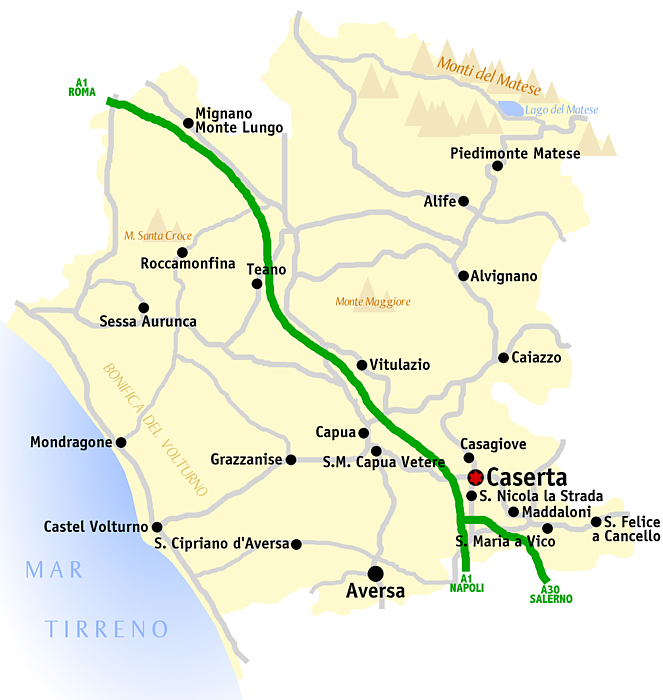
カゼルタ県概略図

### 位置・広がり
カゼルタ県中部に位置するコムーネ。カプア市街は、東西に細長い市域の中央部、ヴォルトゥルノ川左岸（南岸）に位置している。県都カゼルタから西北西へ約11km、州都ナポリから北へ約29km、ベネヴェントから西へ約48km、カッシーノから南東へ53kmの距離にある。

#### 隣接コムーネ
隣接コムーネは以下の通り。
| - ベッローナ - カゼルタ - カステル・ディ・サッソ - カステル・モッローネ - グラッツァニーゼ - ポンテラトーネ - サン・プリスコ - サン・タンマロ - サンタ・マリーア・カープア・ヴェーテレ - サンタ・マリーア・ラ・フォッサ - ヴィトゥラーツィオ |

ナポレオン戦争時（1806年）まで、ベッローナはカプアの分離集落であった。

### 気候分類・地震分類
カプアにおけるイタリアの気候分類 (it) および度日は、zona C, 1091 GGである。
また、イタリアの地震リスク階級 (it) では、zona 2 (sismicità media) に分類される。

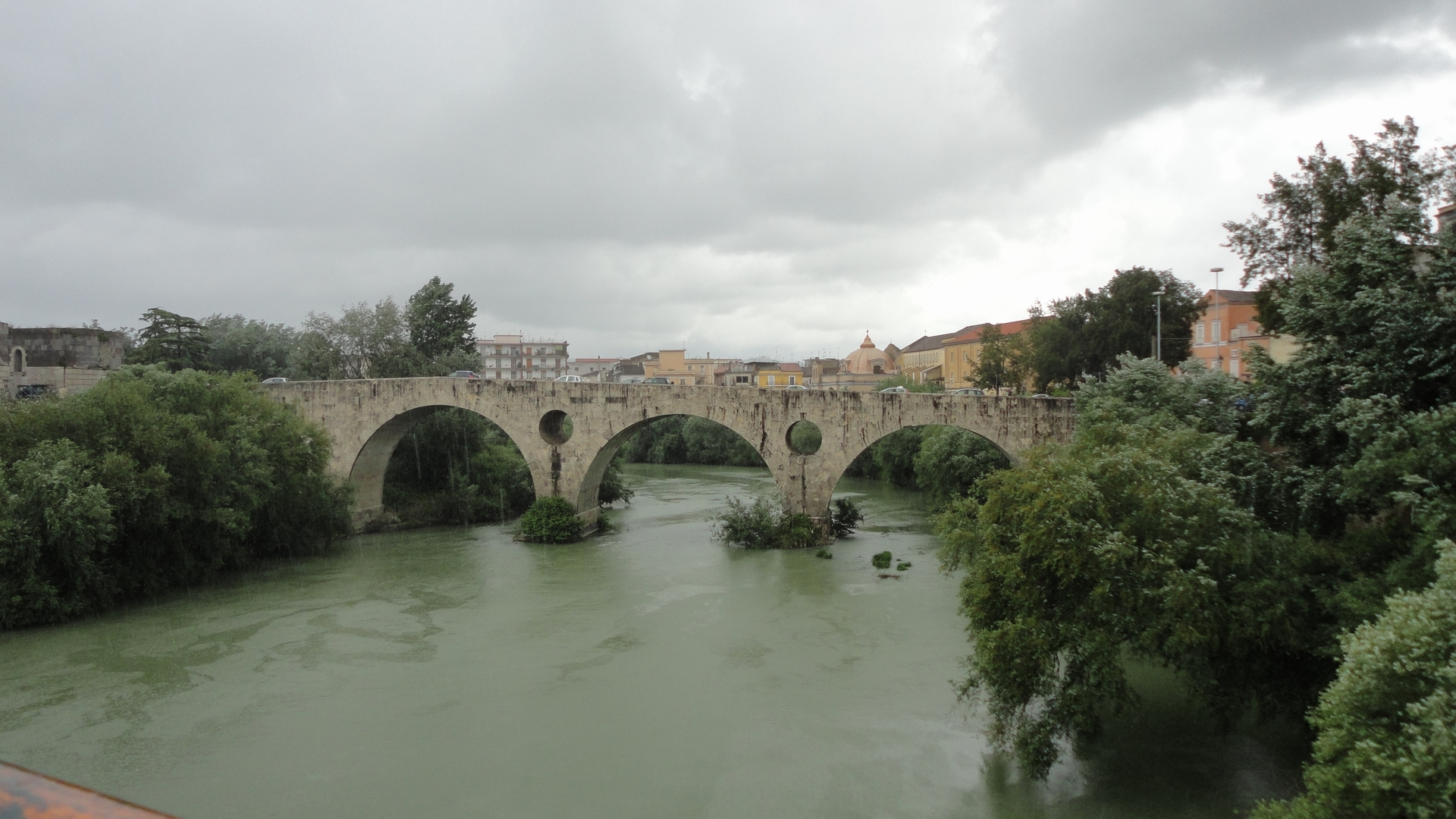
ヴォルトゥルノ川に架かる古代アッピア街道の橋。第二次世界大戦中に爆撃を受け、戦後に再建された。

## 歴史

### 旧カプア

#### 古代
カプア（Capua）という地名は、エトルリア語の Capeva から来ている。意味するところは「沼地の都市」である。大カトーによれば、この都市はエトルリア人によって建設され、その時期はローマがこの都市を手中に収める260年前であるという。これが本当であるならば、第二次ポエニ戦争（紀元前211年）での占領ではなく紀元前338年のローマ人への従属を起点として、紀元前600年ごろに建設されたことになる。この時期はエトルリアの最盛期であった。
この地域では、先史時代からヴィッラノーヴァ文化 (Villanovan culture) に属する人々の集落が存在したが、これらはおそらくオスク語を話す人々によって、ついでエトルリア人の手によって拡大された。しかし、カンパニアにおけるエトルリアの覇権は、紀元前5世紀後半にサムニウム人の侵入で幕を閉じる。紀元前424年、カプアはサムニウム人によって占拠された。紀元前343年、カプアの人々は征服者への抵抗を支援するようローマに救援を求めた。カプアは、従属するカシリヌム (Casilinum) 、カラティア (Calatia) 、アテッラ (Atella) の諸都市とともに、サムニウム人からの防衛のためにローマの覇権を認め、ローマとの同盟を結んだ。これにより、カンパニアの大部分はローマに従属するとことになった。カプアの市民は、キウィタス・シネ・スッフラギオ（投票権なしのローマ市民権）を認められた。
第二次サムニウム戦争では、カプアはローマの同盟国として信頼できないことを証明してしまった。サムニウムが敗北すると、ヴォルトゥルノ川 (Volturno) 右岸にあった Ager Falerus が接収された。紀元前318年、地元の官僚たち（meddices）の権限は、praefecti Capuam Cumas という称号（これは、カンパニアの最も重要な都市であるクーマエに由来する）を帯びた官僚の任命によって制限を加えられた。当初、彼は首都プラエトル（プラエトル・ウルバヌス）の代理人にすぎなかったが、紀元前123年以後はローマ人のマギステル（長官）4人が選出され、カンパニア全体の支配にあたった。これは、アウグストゥス帝時代に廃止されるまで続いた。

カプアには、アッピア街道（赤）、ラティーナ街道（橙）、ポッピリア街道（水）が集まる。

紀元前312年、イタリアで最も重要な軍事道路であるアッピア街道により、カプアはローマと結ばれた。これにより、ローマのセルウィウス城壁の門の一つカペーナ門に都市の名を残すことになった。おそらく、道の通じる先の地名を門の名に冠した唯一のケースである。ラティーナ街道もカシリヌムまで延伸したが、その時期ははっきりしない（カプアがローマの覇権に従いさえすれば、たとえばアッピア街道建設以前でも建設は十分可能となる）。街道は10km長い道筋となったが、建設に伴う困難ははるかに軽減された。また、ポンティーネの沼地 (Pontine Marshes) を通っての危険な旅を免れることができた。
紀元前3世紀の間に、カプアはますます重要性を増した。第二次ポエニ戦争の開始時、歩兵3万人と騎兵4000人を動員できたカプアは、ローマとカルタゴに迫る力を持っていたと考えられる。カンナエの戦いでローマが敗北を喫した後もカプアはローマに忠実な姿勢を示したが、執政官の一人をカプアから選出するようにと言う要求が退けられたため、またカルタゴが勝利した場合に地域の覇権を確保するために、ハンニバル側に離反し、ハンニバルはカプアを冬季の宿営地とした。カプアはハンニバルとその軍隊を進んで受け入れた。リウィウスらは、カプアでの贅沢な歓待がハンニバルにとっての「カンナエ」になったと、すなわち贅沢な生活によって軍隊が弱体化し士気を低下させたことを示唆している。ただし、ボスワース・スミス以後の歴史家は、この冬以後も軍隊がそれ以前のように十分な働きを示していると見ており、リウィウスらの見解に懐疑的である。紀元前211年、長い包囲戦を経て、カプアはローマ人によって占領され、厳しい懲罰が加えられた（カプア包囲戦）。マギステルや自治機関は廃止され、殺害を免れた住民は市民権を失い、カプアの領土は ager publicus （ローマの公有地）であると宣言された。かつてのカプア領の一部は紀元前205年と紀元前199年に売却され、また別の部分は紀元前194年に沿岸部に設立された新しいコロニアであるVolturnum（現在のカステル・ヴォルトゥルノ）とLiternum（現在のジュリアーノ・イン・カンパーニアの一部）の市民との間で分割された。それでも大部分は依然としてカプアのもとに保持されていた。
個人が不法に土地を侵食することを防止することには困難が伴った。民衆派の指導者たちによって、新しい入植者間での土地の分割の試みが行われた。大ブルトゥス（マルクス・ユニウス・ブルトゥス・マイヨル） (Marcus Junius Brutus the Elder) は紀元前83年にコロニアを確立することに成功したが、それは間もなく瓦解した。キケロの演説 De Lege Agrania は、Servilius Rullus による同様の試みに言及している。その一方、住民の密集するこの都市に必要とされた施設には、住民をまとめる神殿、とくに Diana Tifatina のそれがあった。

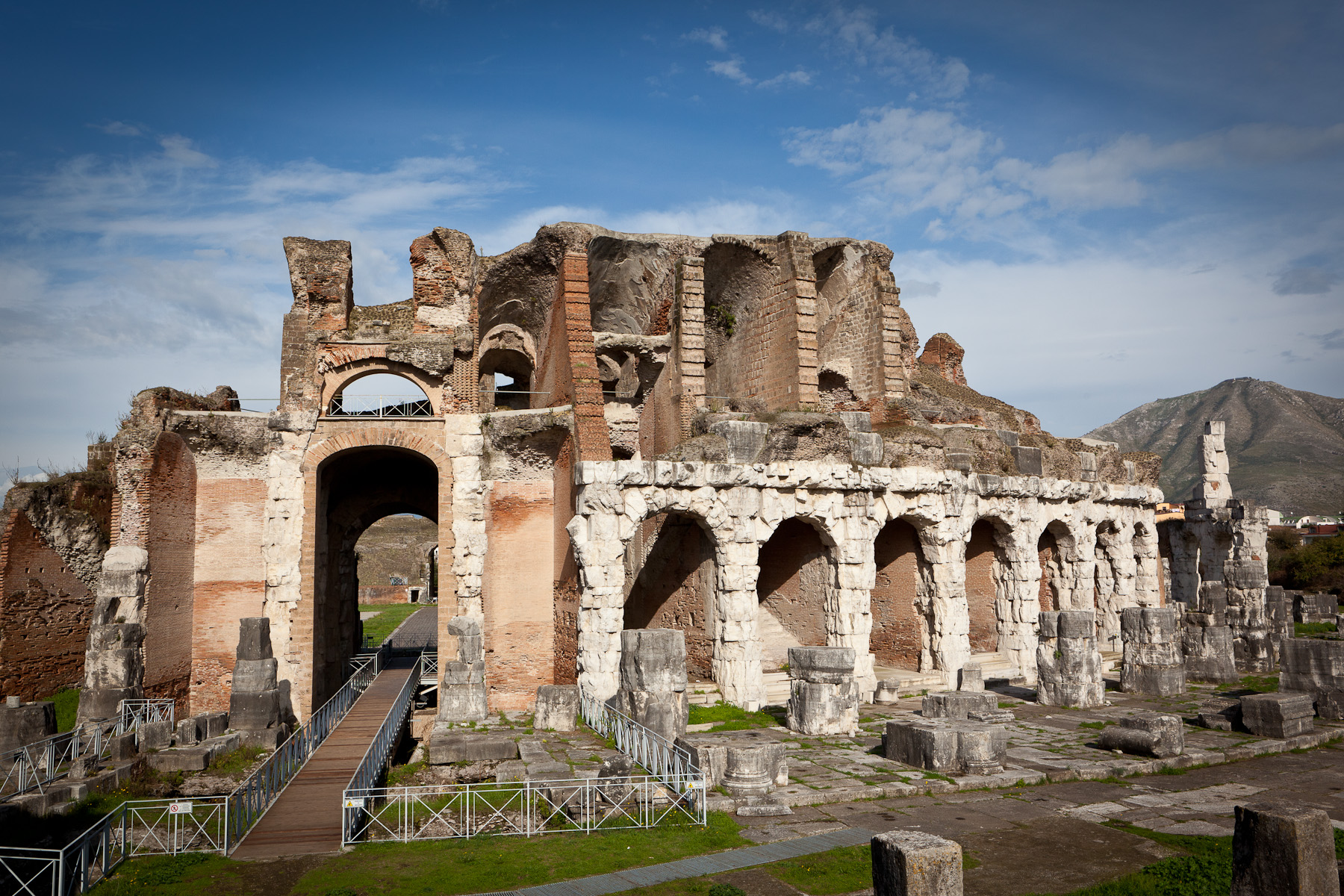
カプア（現在のサンタ・マリーア・カープア・ヴェーテレ）の闘技場跡

カプアの町は大きな繁栄を享受した。スペルト小麦（挽いて粉にする）、ワイン、バラ、軟膏などの栽培や生産が盛んになり、またそれらの生産のために必要な青銅器がつくられた。大カトーや大プリニウスは、これらの品を高く評価した。その豪華さは諺として残っている。カンパニアは特に剣闘士による闘技の本場のように語られている。カンパニアにあった剣闘士の学校からは、スパルタクスとその部下たちが現れ、紀元前73年の反乱（第三次奴隷戦争）を引き起こす。
紀元前59年、執政官であったユリウス・カエサルは、ユリア・フェリクス（Julia Felix）という名のローマ植民地を設立し、2万人のローマ市民がこの地域に定住するという成功を収めた。植民者は、マルクス・アントニウスやアウグストゥス、またネロらによってさらに増やされた。
西暦69年（四皇帝の年）の内戦では、アウルス・ウィテッリウスを支持した。ローマ帝国のもとでは、カプアが言及されることはあまりない。しかし4世紀には、カンパニア行政区の長（consularis Campaniae）の治所となった。アウソニウスは、Ordo urbium nobilium の中で、メディオラヌム（ミラノ）、アクイレイアに次いでカプアを取り上げている。

#### 中世
コンスタンティヌス帝の時代、カプアにもキリスト教の教会がつくられた。
456年、ガイセリック率いるヴァンダル族がカプアを占領し、破壊したが、まもなく再建された。ゴート戦争の時代、カプアは大きな苦しみを受けた。6世紀後半、ランゴバルド族がイタリアに侵入した際、カプアも略奪を受けた。カプアはベネヴェント公国の一部となり、ガスタルド (Gastald) の称号を帯びた人物によって統治された。
839年、ベネヴェント公シカルド (Sicard of Benevento) は、ラデルキス1世 (Radelchis I of Benevento) によって暗殺され、ラデルキスがその公位を奪った。シカルドの兄弟であるシコヌルフ (Siconulf of Salerno) は、サレルノ公およびカプアのガスタルドを称して独立した。
840年、古代以来のカプアは、イスラム教徒の軍勢によって焼き払われ、灰燼に帰した。ただサンタ・マーリア・マッジョーレ教会（497年頃創建）のみが残った。856年、以前の場所よりも若干離れた地点に新しい都市（現在のカプア）が建設された。なお、かつてカプアが存在した場所には、のちにサンタ・マリーア・カープア・ヴェーテレという名の都市が現れることとなる。

### 新カプア

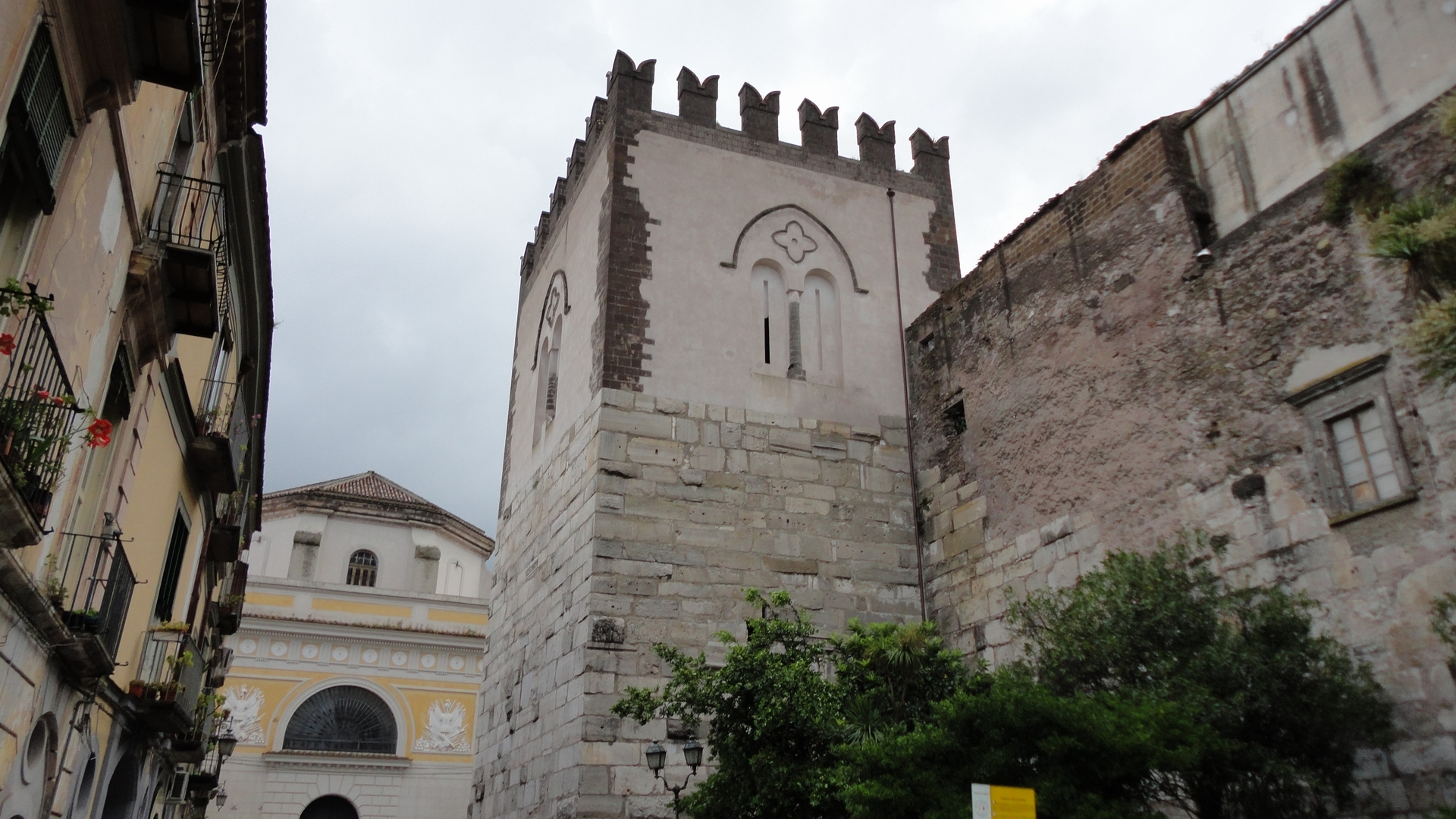
"Castrum Lapidum" (Castello delle Pietre) と呼ばれる城壁

900年、カプア公アテヌルフ1世 (Atenulf I of Capua) はベネヴェントを征服した。カプアとベネヴェントの両公国は、981年にランドルフォ1世 (Pandulf Ironhead) が息子たちに所領を分割相続されるまで、統一状態にあった。この時期のカプアはベネヴェントをしのぎ、サレルノの主要なライバルとなった。
ランドルフォ4世 (Pandulf IV of Capua) は、ライヌルフ (Rainulf Drengot) 率いるノルマン人の支援を取り付け、1027年にナポリ王セルギオ4世 (Sergius IV of Naples) を破ってナポリを併合した。しかしセルギオ4世はライヌルフと結び、のちにナポリを奪還した。ランドルフォの死後、息子の下でカプアが弱体化すると、1058年にライヌルフの甥であるアヴェルサ公リカルド1世 (Richard I of Capua) によってカプアは包囲され、陥落した。リカルド2世 (Richard II of Capua) は7年の間（1091年 – 1098年）都市を追放されたが、親族の支援を受け、1098年に包囲戦 (Siege of Capua) の末にカプアを奪回した。この家門は、1156年に末裔が絶えるまでカプア公国として存続し、その後はシチリア王国に統合された。カプアは一国の首都としての地位を失い、大きな王国の一小都市となった。
ポーランド継承戦争（1733年 - 1738年）中の1734年には、フランス・サルデーニャ連合軍とオーストリア軍との間でカプア包囲戦が行われた。

#### 近代

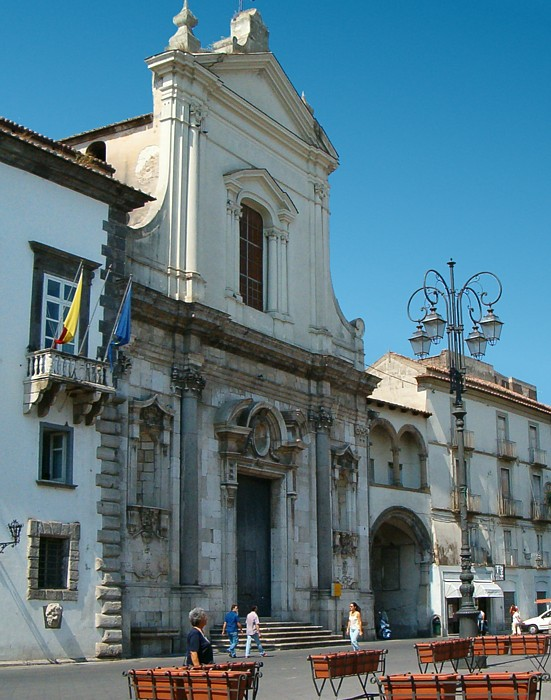
市街中心部、ジューディチ広場 (Piazza dei Giudici) の市庁舎隣にある Chiesa di Sant'Eligio

1860年、ジュゼッペ・ガリバルディによる千人隊の遠征におけるヴォルトゥルノの戦い (Battle of Volturnus (1860)) は、カプア近郊で起こった。初戦で打ち負かされたナポリ軍は、Giosuè Ritucci の指揮のもとカプアで立て直された。ナポリ軍はその後も敗北を喫するが、およそ3000人がカプアに立て籠もった。カプアはガリバルディ軍と、ピエモンテのベルサリエリ連隊によって攻略された。数か月後に行われた国民投票により、カプアの住民たちはイタリア王国への統合を圧倒的多数で支持した。

## 交通

### 鉄道
- ローマ＝カッシーノ＝ナポリ線 (it:Ferrovia Roma-Cassino-Napoli) 
  - カプア駅 (it:Stazione di Capua)

### 道路
高速道路（アウトストラーダ）
- アウトストラーダ A1

カプア市街の東（サンタ・マリーア・カープア・ヴェーテレ市街の北）に、サンタ・マリーア・カープア・ヴェーテレ出入口がある。
国道
- SS7  (it:Strada statale 7 Via Appia)
- SS7bis  (it:Strada statale 7 bis di Terra di Lavoro)

### 空港
- カプア飛行場 (it:Aeroporto di Capua)

かつては軍用飛行場であった。